# Акрамова, Зулайхо Абдуразаковна
Зулайхо Абдуразаковна Акрамова (узб. Zulayho Abdurazoqovna Akromova; род. 15 сентября 1970 года, Бахмальский район, Джизакская область, Узбекская ССР) — узбекский преподаватель и политик, депутат Законодательной палаты Олий Мажлиса Республики Узбекистан.

## Биография
В 1992 году окончила Джизакский государственный педагогический институт. Свою трудовую деятельность начала с преподавания в общеобразовательной школе № 16 Бахмальского района. В 1996 году назначена методистом бахмальского районного отдела народного образования, далее референтом общего отдела бахмальского районного хокимията. С 1997 по 1999 год работала председателем бахмальского районного отделения фонда «Мехр шафкат ва саломатлик». В 1999 году перешла на должность ведущего специалиста джизакского областного отделения Научно-практического центра «Оила», затем референт Джизакского областного совета профсоюзов. В 2002—2005 году занимала должность председателя детской организации, начальник кадрового и информационно-аналитического отдела джизакского областного отделения общественного движения молодежи «Камолот».
В 2005 году назначена вторым секретарем областного совета Социал-демократической партии «Адолат», затем назначена заместителем хокима Джизакской области, председателем комитета женщин, заведующей секретариатом. С 2007 по 2008 год проходила обучение в Академии государственного и общественного строительства при Президенте Республики Узбекистан, после чего снова работала заместителем хокима Джизакской области, председателем комитета женщин, заведующей секретариатом.
В 2015 году избрана депутатом в Законодательную палату Олий Мажлиса Узбекистана. В 2020 году переизбрана депутатом и вошла в комитет по аграрным и водохозяйственным вопросам.